# Parafia św. Rodziny w Haninge
Parafia św. Rodziny w Haninge – parafia katolicka z siedzibą w gminie Haninge, w dzielnicy Handen, na południowy wschód od Sztokholmu. Wspólnota prowadzona jest przez ojców z Zakon Braci Mniejszych Kapucynów.
Nabożeństwa odbywają się w języku szwedzkim i polskim.
Na terenie parafii działa także stowarzyszenie neokatechumenatu oraz rodziny misyjne.

## Historia
Jesienią 1991 r. ks. biskup Hubertus Brandenburg wysłał diakona Erika Kenneta Pålssona, żeby wybudować kościół katolicki. Potrzeby były duże, żeby powstał kościół katolicki. Na początku msze były odprawiane w wynajmowanym przez braci protestantów kościele. 1 stycznia 1999 otwarto i poświęcono kościół św. Rodziny w Haninge. Parafia obejmuje m.in.: Haninge, Tyresö i Nynäshamn.

## Proboszczowie
- ks. Bogdan Wegnerowski SDB (1999–2004)
- o. Ryszard Zieliński OFMCap (2004–2018)
- o. Jarosław Daniluk OFMCap (2018-2019)
- o. Ryszard Zieliński OFMCap (od 2019)